# 圣瓦勒兰
圣瓦勒兰（法語：Saint-Vallerin，法語發音：[sɛ̃ valʁɛ̃]）是法国索恩-卢瓦尔省的一个市镇，属于索恩河畔沙隆区。

## 地理
圣瓦勒兰（46°41'12"N, 4°40'25"E）面积6.73 平方千米，位于法国勃艮第-弗朗什-孔泰大區索恩-卢瓦尔省，该省份为法国中部省份，北起顺时针与科多尔省、汝拉省、安省、罗讷省、卢瓦尔省、阿列省和涅夫勒省接壤。
与圣瓦勒兰接壤的市镇（或旧市镇、城区）包括：蒙塔尼莱比克西、塞尔索、舍诺沃、弗莱、瑞利莱比克西。

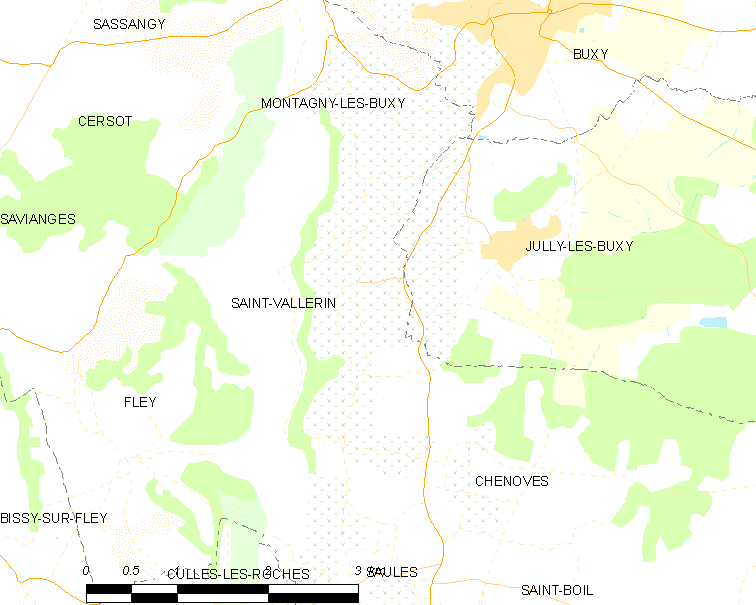
圣瓦勒兰的OSM定位图

圣瓦勒兰的时区为UTC+01:00、UTC+02:00（夏令时）。

## 行政
圣瓦勒兰的邮政编码为71390，INSEE市镇编码为71485。

## 政治
圣瓦勒兰所属的省级选区为日夫里县。

## 人口

1962-2008年间圣瓦勒兰人口变化图示

圣瓦勒兰于2022年1月1日时的人口数量为252人。